# Sydney Rays
Maillots
Dernière mise à jour : 25 octobre 2014.
Les  Sydney Rays  sont une franchise professionnelle de rugby à XV australienne, située sur la Central Coast, zone urbaine d’environ 300 000 habitants au nord de Sydney en Nouvelle-Galles-du-Sud, qui évoluent dans le National Rugby Championship. 

## Histoire
Fondée en 2006, l'équipe a d'abord évolué dans l’Australian Rugby Championship en 2007, remportant le seul titre mis en jeu dans cette compétition. Les Rays perdent pourtant les deux premiers matches de la saison régulière, avant de remporter cinq des six suivants pour terminer deuxièmes et se qualifier pour les demi-finales. Menés au score par le Perth Spirit, ils reviennent pour l'emporter 29 à 17. En finale, les Rays battent difficilement les Melbourne Rebels 20 à 12, chez qui ils se sont pourtant imposés 55 à 7 pendant la saison régulière, et deviennent ainsi les premiers et seuls vainqueurs de la compétition.
Le club est alors résolument porteur d’un message environnemental. Le nom de « rays » (les raies) évoque un poisson très courant sur la côte, tandis que les couleurs vert émeraude et bleu reflètent la nature environnante, depuis la mer jusqu’au bush. La franchise s'appuyait sur les joueurs issus des cinq clubs de première division du championnat de Sydney situés au nord de la ville, d'où le nom actuel de North Harbour : Central Coast, Gordon, Manly, Northern Suburbs et Warringah. Leurs joueurs sont sélectionnables par les Waratahs qui évoluent dans le Super 14.

Logo des Central Coast Rays en 2007.

En 2014, la franchise est relancée par un consortium de quatre clubs souhaitant obtenir une franchise dans le nouveau National Rugby Championship : Gordon, Manly, Northern Suburbs et Warringah.
La mention North Harbour remplace Central Coast, mais les couleurs changent, au profit d'un maillot arlequin bleu, rouge, vert clair et vert foncé, d'un short blanc et de parements or, reprenant les couleurs de ses quatre clubs fondateurs.
La franchise s'associe commercialement avec l'université Macquarie pour un partenariat de deux ans.
En 2016, la franchise change de nom et s'appelle désormais Sydney Rays.

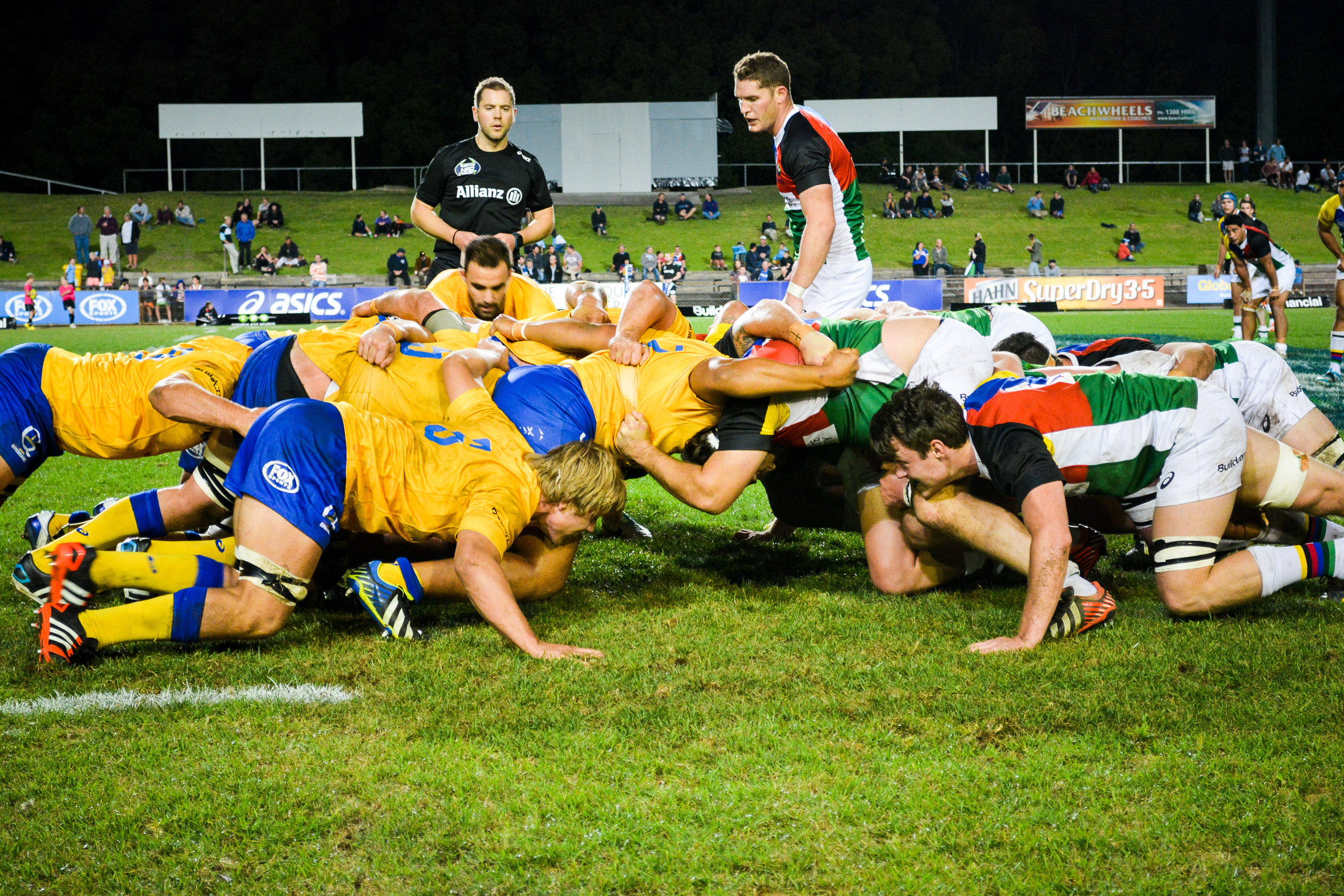
Mêlée entre les North Harbour Rays (à droite) et Brisbane City, 8e journée du National Rugby Championship, 9 octobre 2014

## Palmarès
- Vainqueur de l'Australian Rugby Championship en 2007

## Stade
En 2007, les Rays jouaient au Bluetongue Central Coast Stadium, qui accueille aussi les footballeurs des Central Coast Mariners FC. En 2014, la franchise est située au Brookvale Oval de Sydney.

## Joueurs célèbres
- Peter Hewat
- Sam Norton-Knight
- Wycliff Palu
- Beau Robinson
- Brett Sheehan
- Josh Holmes